# Transylvanie (région)
Pour les articles homonymes, voir Transylvanie.
La Transylvanie, du latin : trans-silvam : « au-delà des forêts » (ou « au-delà de la forêt ») également appelée Ardeal ou Transilvania en roumain, Erdély (« au-delà des forêts ») en hongrois, Седемградско (Syedyemgouradsko, « Les sept villes ») en bulgare et Siebenbürgen (« sept citadelles ») en allemand, est une région traditionnelle non-officielle du centre-ouest de la Roumanie.
Du XIe siècle à 1538 et de 1699 à 1867, on appelait « Transylvanie » une région, au centre de l'actuelle Roumanie, d'un tiers plus petite que l'actuelle Transylvanie. Entre 1538 et 1699, les limites occidentales de la principauté de Transylvanie agrandie du Partium ont varié d'un traité à l'autre, à la suite des guerres entre les princes transylvains, les Habsbourg et les turcs Ottomans. Depuis 1918, la limite occidentale de la Transylvanie inclut l'ensemble des territoires dont les habitants roumains ont proclamé leur union à la Roumanie en décembre 1918, cédés par la Hongrie en 1920 par le traité de Trianon.

## Géographie physique

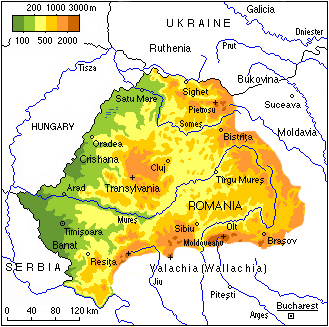
La Transylvanie physique.

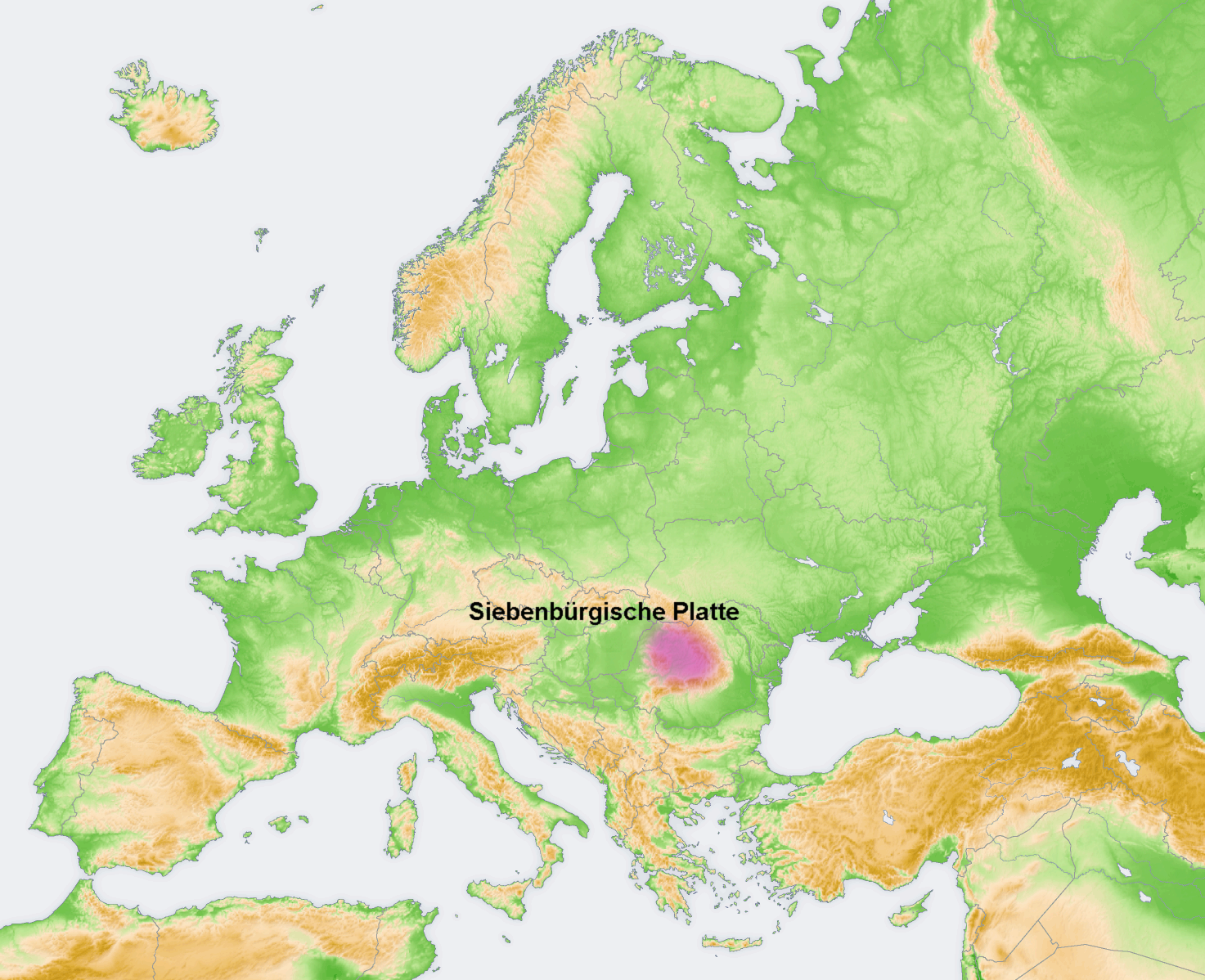
Le plateau transylvain en violet.

La Transylvanie est formée du plateau transylvain (entre 305 et 488 m d'altitude), entouré par les Alpes de Transylvanie au sud (qui culminent à 2 543 m) et les Carpates orientales à l'est. 
À l'Ouest, les Carpates occidentales roumaines (monts Apucènes, monts Poiana Ruscăi et monts du Banat) composées de roches diversifiées où les calcaires prédominent, séparent le plateau transylvain de la plaine occidentale (appelée câmpia Tisei ou câmpia de Vest en Roumanie et plaine de Pannonie en Hongrie). Dans les Carpates occidentales, quatre rivières ont leurs sources dont la confluence, en Hongrie, forme le Criș. Le plateau est creusé de dépressions et par les vallées des rivières qui y prennent leur source (Mureș, Olt et Someș).
Au sud, les Alpes de Transylvanie ou Carpates méridionales constituent un massif cristallin, ensemble de vieilles roches reprises et disloquées par les mouvements orogéniques du Secondaire et du Tertiaire. De moyenne altitude, elles comprennent une série de massifs (monts Iezer-Păpușa, monts Piatra Craiului, monts Retezat, monts Bucegi, monts Cindrel, monts Făgăraș, etc.) fracturés donnant naissance à d'importantes coulées volcaniques.
Le plateau transylvain est une vaste zone d'ennoyage où les sédiments se sont déposés sur plusieurs centaines de mètres d'épaisseur lors des périodes de repos tectonique. le substrat du plateau est de ce fait très riche en charbon, lignite, cuivre, pyrites, sel et gaz naturel.
Au niveau climatique, la Transylvanie bénéficie de précipitations abondantes sur les reliefs montagneux qui assurent l'approvisionnement en eau de la plaine centrale. Abritée par un cercle de montagnes, la cuvette centrale transylvanienne est marquée par de fortes amplitudes thermiques (été brûlants et hivers rigoureux) et une relative sécheresse.

## Géographie historique et humaine

### Limites
La Transylvanie borde l'Ukraine au nord, la Hongrie à l'ouest et la Serbie au sud-ouest. Au nord, l'ancienne Marmatie forme la Ruthénie subcarpathique en Ukraine et le Maramureș en Transylvanie. À l'ouest, l'ancienne Crișana est partagée entre la Transylvanie, et plus à l'ouest encore, la Hongrie, où elle s'appelle Körösvidék. Au sud-ouest, l'ancien Banat est partagé entre la Transylvanie, et plus au sud-ouest encore, la Serbie, où elle s'appelle Voïvodine.
À l'est, les Carpates orientales séparent la Transylvanie de la région historique roumaine de Moldavie, plus précisément de Moldavie occidentale. Au sud, les Alpes de Transylvanie séparent la Transylvanie de la Valachie, où se trouve la capitale roumaine, Bucarest. Dans les Carpates orientales et les Alpes de Transylvanie, la limite transylvaine, et par conséquent la superficie de la Transylvanie, sont variables, selon que l'on suit la ligne de séparation des eaux (limite physique), l'ancienne frontière austro-hongroise plus à l'est et au sud (limite historique), ou encore les limites des actuels județe (limite administrative et statistique).

### Villes
Les villes les plus importantes sont Cluj-Napoca (Cluj pour les Roumains, Kolozsvár pour les Hongrois et Klausenbourg pour les Allemands), Brașov (Brassó, Kronstadt), Sibiu (Nagyszeben, Hermannstadt) et Târgu Mureș (Marosvásárhely, Neumarkt), Baia Mare (Nagybánya, Frauenbach ou Groß-Neustadt) Satu Mare (Szatmárnémeti, Sathmar), Oradea (Nagyvárad, Großwardein), Arad et Timișoara (Temesvár, Temeswar).

### Populations
Population transylvaine en 2011
- Roumains (70,6 %)
- Hongrois (17,9 %)
- Roms (4,0 %)
- Ukrainiens (0,6 %)
- Allemands (0,5 %)
- Serbes (0,2 %)
- Slovaques (0,2 %)
- Autres/Non déclaré (5,6 %)

Sur le plan démographique, d'une part la population transylvaine (comme celle de toute la Roumanie) baisse, et d'autre part sur le plan linguistique la Transylvanie est de plus en plus homogène : entre 1992 et 2002, le nombre de Roumains a chuté de 7,3 % ; celui des Hongrois de 12,7 % ; quant aux Saxons, ils ont rejoint à 95 % l'Allemagne dès 1990-1992 : la minorité allemande en Roumanie est désormais très réduite.
| Année | Total     | Roumains | Hongrois | Allemands | Roms  | Ukrainiens | Serbes | Slovaques |
| ----- | --------- | -------- | -------- | --------- | ----- | ---------- | ------ | --------- |
| 1930  | 5 114 214 | 58,3 %   | 26,7 %   | 9,7 %     | 0,8 % | 0,4 %      | 0,8 %  | 0,7 %     |
| 1948  | 5 761 127 | 65,1 %   | 25,7 %   | 5,8 %     | -     | -          | -      | -         |
| 1956  | 6 232 312 | 65,5 %   | 25,9 %   | 6,0 %     | 0,6 % | 0,5 %      | 0,7 %  | 0,3 %     |
| 1966  | 6 736 046 | 68,0 %   | 24,2 %   | 5,6 %     | 0,5 % | 0,5 %      | 0,6 %  | 0,3 %     |
| 1977  | 7 500 229 | 69,4 %   | 22,6 %   | 4,6 %     | 1,6 % | 0,6 %      | 0,4 %  | 0,3 %     |
| 1992  | 7 723 313 | 75,3 %   | 21,0 %   | 1,2 %     | 1,1 % | 0,6 %      | 0,4 %  | 0,2 %     |
| 2001  |           |          |          |           |       |            |        |           |
| 2011  | 6 789 250 | 70,6 %   | 17,9 %   | 0,5 %     | 4,0 % | 0,6 %      | 0,2 %  | 0,2 %     |

### Langues
- Par la langue, on trouvait en 2011[2] des transylvains :
  - roumanophones (70,6 % %),
  - magyarophones (Magyars et Sicules, 17,9 %),
  - germanophones (Saxons et Souabes, 0,5 % ; certains provenant de la Lorraine, du Luxembourg ou d'Alsace),
  - romaniphones (Roms, 4 %),
  - slavophones (serbes, bulgares slovaques et ruthènes, 1 %),
  - Arméniens (Gherla), Grecs (Brașov) et Aroumains, marchands de l'époque moderne, qui se sont fondus dans les populations majoritaires depuis le XIXe siècle.

### Religions
- Par la culture religieuse, on trouvait en 2011 des transylvains de tradition[4] :
  - chrétienne orthodoxe (63 %),
  - chrétienne catholique de rite grec (11 %),
  - chrétienne catholique de rite latin (11 %),
  - chrétienne protestante (10 %),
  - juive (de langues yiddish, magyare ou autre, 1 %)
  - non-déclarée ou sans religion (4 %).

## Histoire

### Avant l'union avec la Roumanie

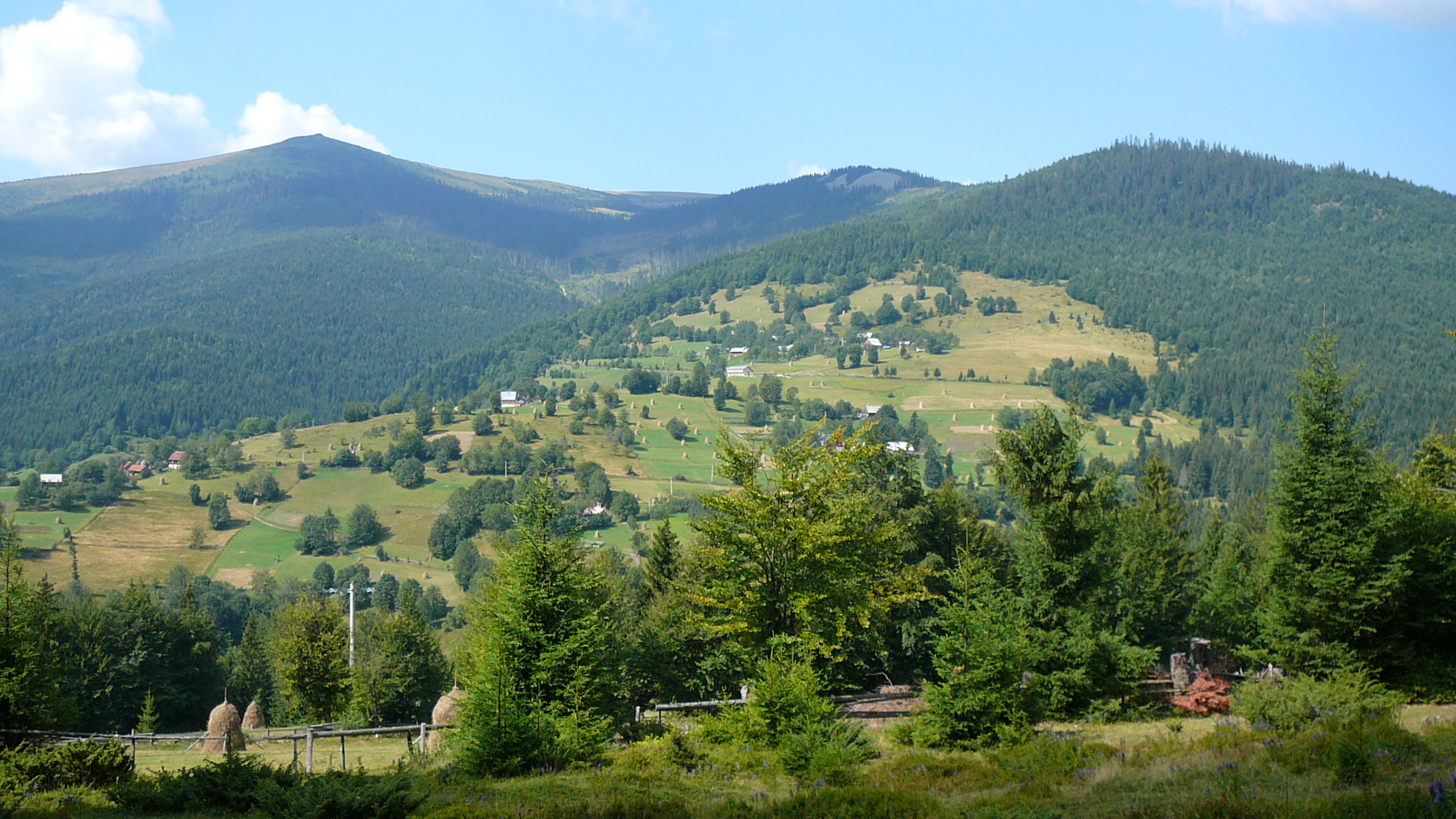
Une grande posadă, clairière des « valaques » des Carpates occidentales roumaines.

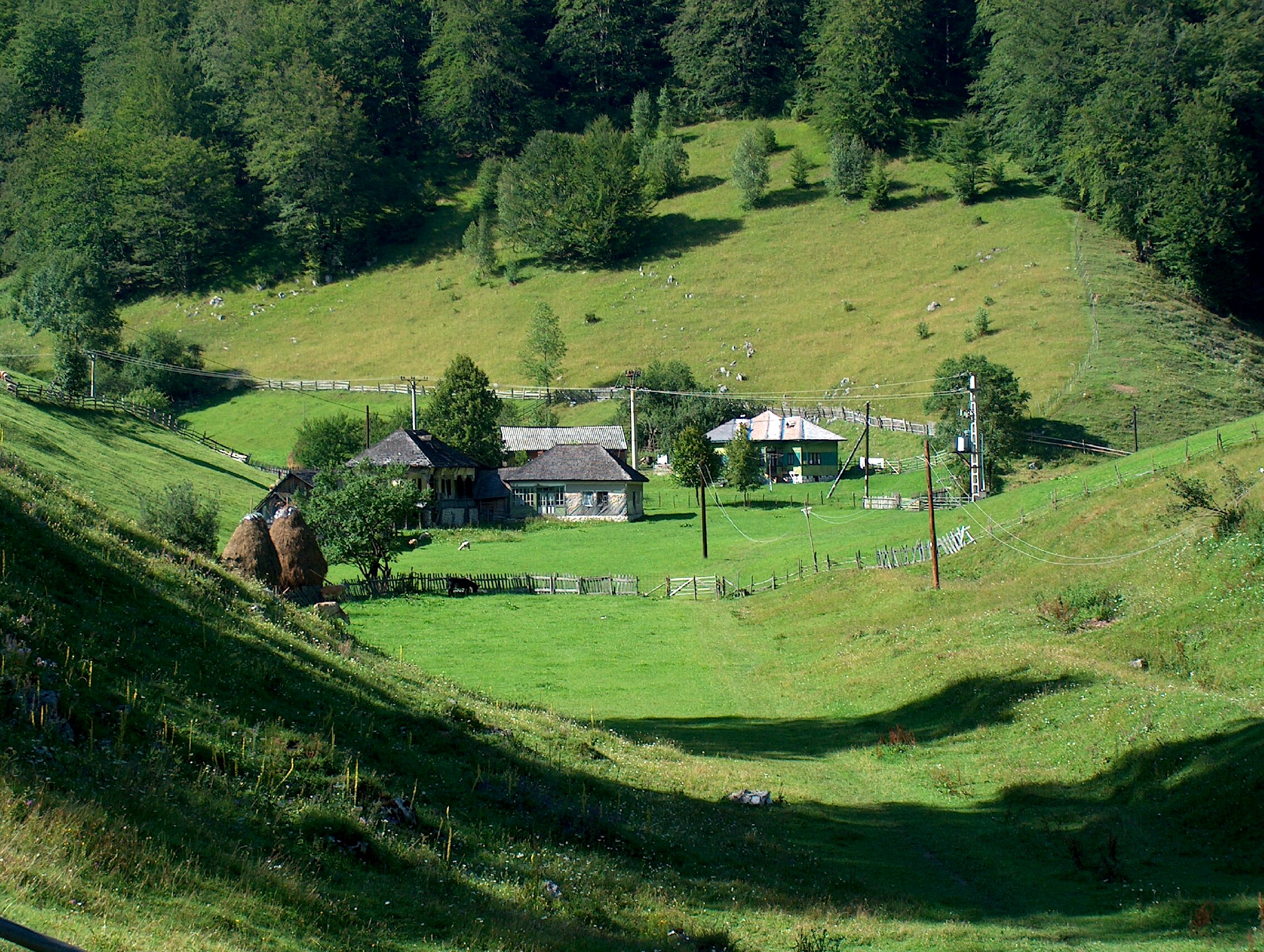
Une petite posadă des Carpates méridionales.

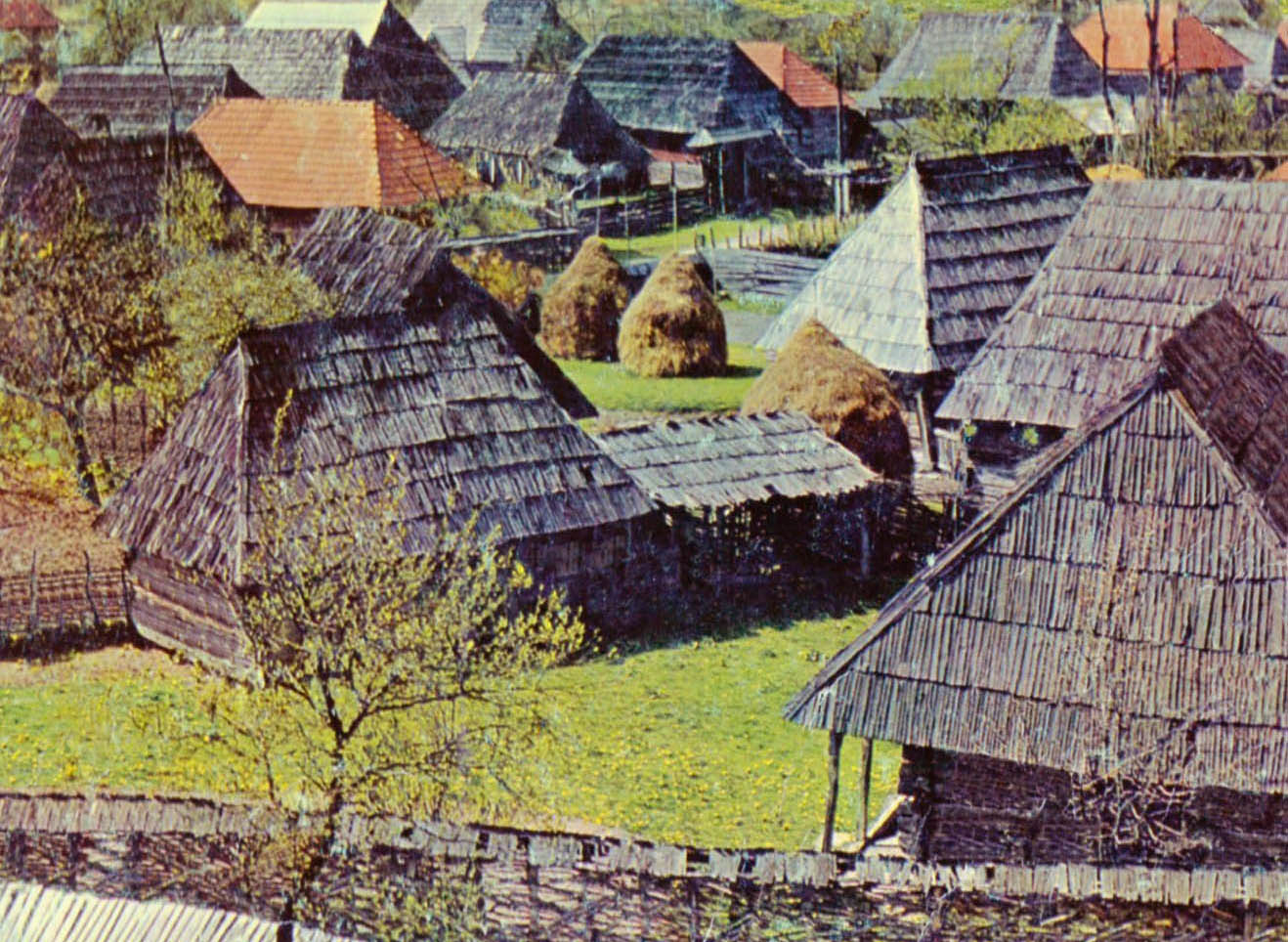
Negrești, dans le pays d'Oaș, village traditionnel roumain, en bois.

Lors de la Préhistoire, l'Homme de Néandertal était présent dans les grottes du plateau transylvain. On en a retrouvé des traces remontant à - 150000 av.J.C.
Dans l'Antiquité, l'actuelle Transylvanie est le cœur de la Dacie, transformée en province romaine au IIe siècle, abandonnée au IIIe siècle aux Goths, puis dominée tour à tour de rôle ou simultanément par les Carpes, les Huns, les Gépides, les Avars, les Bulgares, les Magyars, les Petchénègues, les Coumans et les Iasses, tout en accueillant aussi des sklavinies (duchés slaves) et des colons allemands, et en subissant, au XIIIe siècle, la grande invasion des Mongols puis celle des Tatars.
De ce fait, elle a toujours été pluriethnique comme en témoigne sa toponymie : par exemple, la bourgade de Săvădisla/Szent-László vient du slave Sveti Vladislav (saint Ladislas), tandis que le pays de Târnava a en roumain un nom slave et en hongrois un nom d'origine finno-ougrienne (Küküllő) (signifiant respectivement « épineux » et « prunier »). Les noms des montagnes (Pietrosu, Găina, Codru, Pleșu, Căpățâna...) sont presque tous d'origine latine, comme la rivière Arieș (en hongrois Aranyos) qui tire son nom du latin Auraneus (« doré », en référence à l'orpaillage) ; les noms de beaucoup d'autres rivières sont hérités de l'antiquité. Néanmoins, les noms finno-ougriens dominent le long de ces mêmes fleuves et dans les plaines, ce qui montre que des populations magyares étaient préférentiellement implantées le long des grands cours d'eau et dans les zones de végétation ouverte. De leur côté, les « Valaques » (comme on appelait alors les romanophones) dominaient sur les piémonts, dans les « valachies » : nom commun désignant des communautés autonomes rurales et pastorales (țări ou vlachfölds) régies par une charte de franchises dénommée Jus valachicum (en ancien roumain λеџѩ стръмошѩскѣ -legea strămoșească soit « droit ancestral ») et dirigées par des joupans et des boyards qui y rendaient la justice, levaient la troupe, collectaient l’impôt et veillaient au partage des droits de pâturage, de meunerie, de pêche, chasse, cueillette et bûcheronnage.
Ainsi en Marmatie, au pays d'Oaș, de Crasna, du Sălaj, de Lăpuș, de Năsăud, du Gurghiu, de Toplița, Vlăhița, Bihor, Zărand, des Motses, de Caraș, de Vâlcu, de Petroșani, Hațeg, Amlaș, Cibin, Făgăraș et Zărnești, ces « Valaques » vivaient surtout de pastoralisme : c'était encore le mode de vie traditionnel de la plupart des Roumains transylvains au XIXe siècle. Au gré des évènements, la population transylvaine a été tantôt plus dense et plus sédentaire, tantôt plus clairsemée et vouée à la transhumance de l'élevage extensif, comme en témoigne l'archéologie, avec des localités, des posade (clairières de défrichement), des nécropoles, des fossés et des oppidums (prisăci) successivement établis, abandonnés puis réinvestis.
Avant la formation de l'État roumain moderne en 1859, les Roumains, en « valachies » ou non, ont vécu principalement au sein de trois principautés autonomes, mais vassales des royaumes ou des empires voisins, plus puissants : les « principautés danubiennes » de Moldavie et Valachie, et la principauté de Transylvanie. Mais dans cette dernière, formée au début du XIIe siècle, la classe dominante était formée par la noblesse hongroise, et non par la noblesse roumaine comme dans les deux autres. La Transylvanie historique n'était donc pas, comme les « principautés danubiennes », une principauté roumaine, même si une grande partie de sa population était roumaine. Alors que les « principautés danubiennes », gouvernées par des voïvodes élus par les boyards roumains, avaient comme religion officielle l'orthodoxie, et comme langues d'Église et d'État le slavon, puis le grec et enfin le roumain, la Transylvanie, pour sa part, avait une aristocratie magyare ou magyarisée d'ispans ; ses voïvodes étaient pour la plupart magyars, sa religion officielle était initialement le catholicisme et ses langues d'Église et d'État furent le latin, puis le hongrois et l'allemand.
En effet, depuis l'édit de Torda émis en 1366 par le roi Louis Ier de Hongrie, l'accessibilité à la congregatio generalis (société transylvaine) et à la Diète (assemblée transylvaine), est conditionnée par l'appartenance à l'Église catholique ou, après l'« édit de tolérance » de 1565, à l'Église réformée. Bien que l'édit de Torda ne le mentionne pas ouvertement, cela en exclut les orthodoxes, obligeant les joupans et boyards roumains à se convertir et se magyariser, ou à s'exiler en Moldavie ou Valachie. La fin des franchises roumaines et de l'« Universitas Valachorum » qui regroupait les « valachies », ruine les Valaques orthodoxes qui, en 1437, se joignent à la jacquerie de Bobâlna. La répression exercée par les privilégiés l'année suivante scelle l'« Union des trois nations » qui crée en Transylvanie un ordre social foncièrement inégalitaire où la religion orthodoxe n'est plus que tolerata et non recepta, de sorte que seuls les catholiques (magyars, sicules et saxons) sont reconnus comme « nations », tandis que les orthodoxes roumanophones sont asservis. Les aristocrates hongrois, sicules et saxons règnent désormais sans partage et leurs immenses domaines s'agrandissent encore des valachies disparues,,. Par la suite, les Roumains systématiquement asservis vécurent dans des villages et églises qui étaient construits en bois, et, en cas d'invasion, n'étaient pas admis dans les villes, les domaines et les châteaux magyars ou allemands bâtis en pierre : ils devaient s'abriter dans la forêt.
C'est pourquoi le mouvement d'émancipation des Roumains transylvains n'était pas seulement social comme dans les « principautés danubiennes », mais aussi national. Si au début (révolution transylvaine de 1784, révolution roumaine de 1848) il ne revendiquait que l'égalité de droits au sein de l'empire des Habsbourg dont la Transylvanie fit partie à partir de 1699, par la suite (début du XXe siècle) il devient séparatiste et vise à détacher la Transylvanie de cet empire (et donc, au sein de l'Autriche-Hongrie constituée en 1867, de la Hongrie) pour former, avec l'« ancien royaume des principautés danubiennes », un nouvel État : la Roumanie. Ce projet se concrétise lorsque l'union de facto à la Roumanie, de la Transylvanie et d'autres régions hongroises à majorité roumanophone (Banat, Partium/Crișana…), est votée par l'assemblée des députés roumains de Hongrie à Alba Iulia le 1er décembre 1918.

### Dans la Roumanie contemporaine (depuis décembre 1918)
Pour officialiser de jure (de droit) l'union votée à Alba Iulia, il faut attendre le traité de Trianon signé le 4 juin 1920. Durant cette période, les armées roumaines du Sud, épaulées par la mission française Berthelot, se positionnent dans la province à partir de décembre 1918, tandis que le gouvernement est assuré par un condominium hongro-roumain et par un gouvernement transylvain autonome (Consiliul Dirigent, 1918 – 1920, à majorité roumaine pour la première fois dans l'histoire du territoire). De mai à août 1919, la Hongrie, devenue communiste, tente vainement de reprendre la Transylvanie : aujourd'hui, la partie nationaliste de l'historiographie hongroise (et, à sa suite, internationale) considère l'ensemble de la période du 11 novembre 1918 au 4 juin 1920 comme une guerre nationale d'un an et demi entre la Hongrie et la Roumanie ayant pour enjeu l'appartenance de la Transylvanie à l'un ou l'autre belligérant,,,, alors qu'en fait, cette guerre n'a duré que quatre mois, son enjeu étant surtout la lutte contre le communisme et les belligérants étant plusieurs : outre les Roumains à l'est, la coalition antibolchévique comprenait aussi les troupes tchécoslovaques au nord, l'armée franco-serbe de Franchet d'Espèrey au sud et le gouvernement hongrois anticommuniste de Gyula Peidl,,.
Après le traité de Trianon, la tradition jacobine de la Roumanie, fidèle au modèle français, intègre la province dans le système des județe, calqué sur le modèle français des départements : pas plus qu'à l'époque hongroise, la Transylvanie n'a d'autonomie politique et administrative, comme l'ont souhaité les Hongrois de Roumanie. Ce centralisme, couplé au manque d'esprit démocratique de Bucarest (du moins jusqu'aux réformes démocratiques de 1923), provoque le mécontentement des élites roumaines de Transylvanie (boycott du couronnement du roi en octobre 1922). De leur côté, les Magyars, principale « minorité nationale », ne se satisfont pas du rattachement à la Roumanie : ils oscillent entre un « Erdélysme » sentimental (ressuscitant les souvenirs de leur âge d'or du XVIIe siècle) et un irrédentisme larvé qui ira croissant dans les années 1930, avec la montée des crispations nationalistes attisées par la grande Dépression. Parmi eux, les aristocrates, influents, grands perdants de la réforme agraire de 1921, jouent un rôle majeur dans la cristallisation des revendications contre le traité de Trianon. Chez les Saxons, le déclin démographique et les difficultés économiques après 1929 favorisent l'essor du parti nazi local animé par Andreas Schmidt, qui propage les idées du Grand Reich (Assemblée de Sibiu en octobre 1933).
À l'aube de la Seconde Guerre mondiale, les extrémismes nationalistes perturbent la société transylvaine, malgré des signes positifs de volonté de coexistence au sein des populations ou parmi certains artistes et intellectuels comme Károly Kós. En juin 1940, sous la pression de Mussolini et d'Hitler, alors que ni la France ni la Grande-Bretagne ne peuvent plus la soutenir, la Roumanie est contrainte de rétrocéder la partie nord de la Transylvanie à la Hongrie le 30 août 1940 (deuxième arbitrage de Vienne). Entre 1940 et 1944, la Transylvanie est coupée en deux. On procède à des échanges de populations, Hongrois renvoyés au nord, Roumains expulsés vers le sud. La Hongrie organise son ultime colonisation de quelque 300 000 familles hongroises dans la région rattachée. Quant aux Saxons (restés en Roumanie), ils forment un quasi-État dans l'État, en s'organisant comme groupe ethnique allemand. Andreas Schmidt se considère comme le représentant local du Führer : sa garde rejoint à partir de mai 1943 la Waffen-SS, tandis que les Saxons sont incorporés — parfois de force, parfois avec enthousiasme — dans la Wehrmacht. Les Juifs de Transylvanie (nombreux dans les villes de l'Ouest et du Nord, Oradea, Cluj, et dans les campagnes du Maramureș) sont déportés par les autorités hongroises au printemps 1944 et livrés à l'Allemagne (ce qui est évoqué dans le livre La Vingt-cinquième Heure de Virgil Gheorghiu et dans les évocations de la mémoire d'Éva Heyman).
Après 1944, la Transylvanie entièrement reconquise par les armées roumaine et soviétique, est remise à la Roumanie dans les frontières de 1939 (ce que confirme le traité de Paris de 1947). Elle subit les contrecoups de la guerre et de la mise en place du régime communiste de Roumanie : les Saxons voient leurs terres confisquées, et ceux qui avaient servi dans l'armée allemande sont réclamés par l'URSS, livrés par la Roumanie et déportés en Sibérie. Les survivants reviennent dans les années 1950, certaines maisons sont restituées. Ils formeront, jusqu'en 1989, la plus grande minorité allemande compacte d'Europe de l'Est (100 000 h. en 1989). Les Hongrois, présents dans les structures du Parti communiste de Roumanie et profitant de la doctrine « socialiste » de « dépassement des nationalismes bourgeois », obtiennent la création d’une région autonome magyare dans l'Est de la Transylvanie (soit au centre de la Roumanie) sur le modèle des républiques autonomes d'URSS (1952 – 1972) : dans cette région, le magyar devient langue officielle. À cette époque, l'enseignement, la presse et les théâtres de Transylvanie sont trilingues : roumain – hongrois – allemand.
À la fin des années 1960, le nouveau président Nicolae Ceaușescu revient aux traditions jacobines de la Roumanie, rétablit les județe, supprime la région autonome magyare et rend au roumain son rôle de langue nationale unique : c'est ce que Catherine Durandin a appelé le « national-communisme roumain ». Tandis que le président de l'Allemagne fédérale (RFA) négocie à Bucarest (1981) des accords pour permettre l'émigration des Saxons contre paiement de frais proportionnels au niveau d'études, la Hongrie de János Kádár autorise (malgré le régime communiste « fraternel ») des manifestations à Budapest de « solidarité » envers la Transylvanie voisine, qui se multiplient entre 1987 et 1989. Dans les années 1980, l'opinion internationale, alertée par des émigrants hongrois, s'alarme de ces atteintes aux droits des minorités, tandis que la majorité roumaine les subit sans que l'on s'en émeuve, du moins jusqu'en 1989.

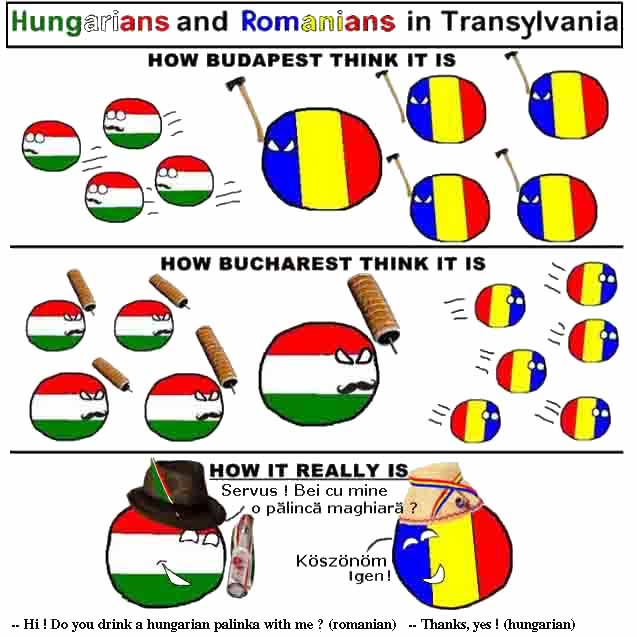
Dessin humoristique de « style countryball » inspiré par les élèves de 6e de la "Școala Generală no 2" de Brașov, pour illustrer la cohabitation des hongrois et des roumains en Transylvanie en dépit des affirmations nationalistes.

### Perspectives depuis la chute du communisme (1989)
Lors de la chute de la dictature communiste, le désir de certains cercles roumains (militaires ou policiers) de se poser en défenseurs de la nation afin de conserver leurs privilèges, couplé au désir de certains nationalistes hongrois d'obtenir à nouveau une autonomie territoriale locale, a provoqué un regain de tension en Transylvanie (affrontements roumano-hongrois de Târgu Mureș (Marosvásárhely) en mars 1990). Mais, depuis, la tendance est nettement à l'apaisement. En 1995, l'accord de Timișoara (ro) a été signé entre la Roumanie et la Hongrie: les deux États multiplient les symboles et les manifestations, déclarant suivre le modèle franco-allemand de réconciliation.
Cela n'a pas empêché le particularisme transylvain de ressurgir en réaction contre le refus du gouvernement post-communiste d'Ion Iliescu de rendre les propriétés confisquées par le régime communiste. Ce particularisme s'est manifesté en partie dans les rangs du Parti national paysan et surtout dans ceux de l'Union démocrate magyare de Roumanie : le pouvoir a répliqué en reprenant les thèmes du « national-communisme roumain » (également véhiculés par les partis de la « Grande-Roumanie » et du « Foyer roumain »). Le débat sur la régionalisation qui oppose le fédéralisme des Hongrois de Roumanie à l'ancienne tradition jacobine roumaine, s'est apaisé avec la démocratisation, avec l'intégration dans l'Union européenne, avec le recul des thèmes nationaux-communistes et surtout avec le début des restitutions, non seulement des petites propriétés hongroises confisquées par le régime communiste en 1950, mais même de certaines grandes propriétés de la noblesse hongroise confisquées par le royaume de Roumanie en 1923 et alors distribuées aux paysans roumains qui y vivaient, dont les descendants, eux, n'ont toujours pas obtenu réparation.

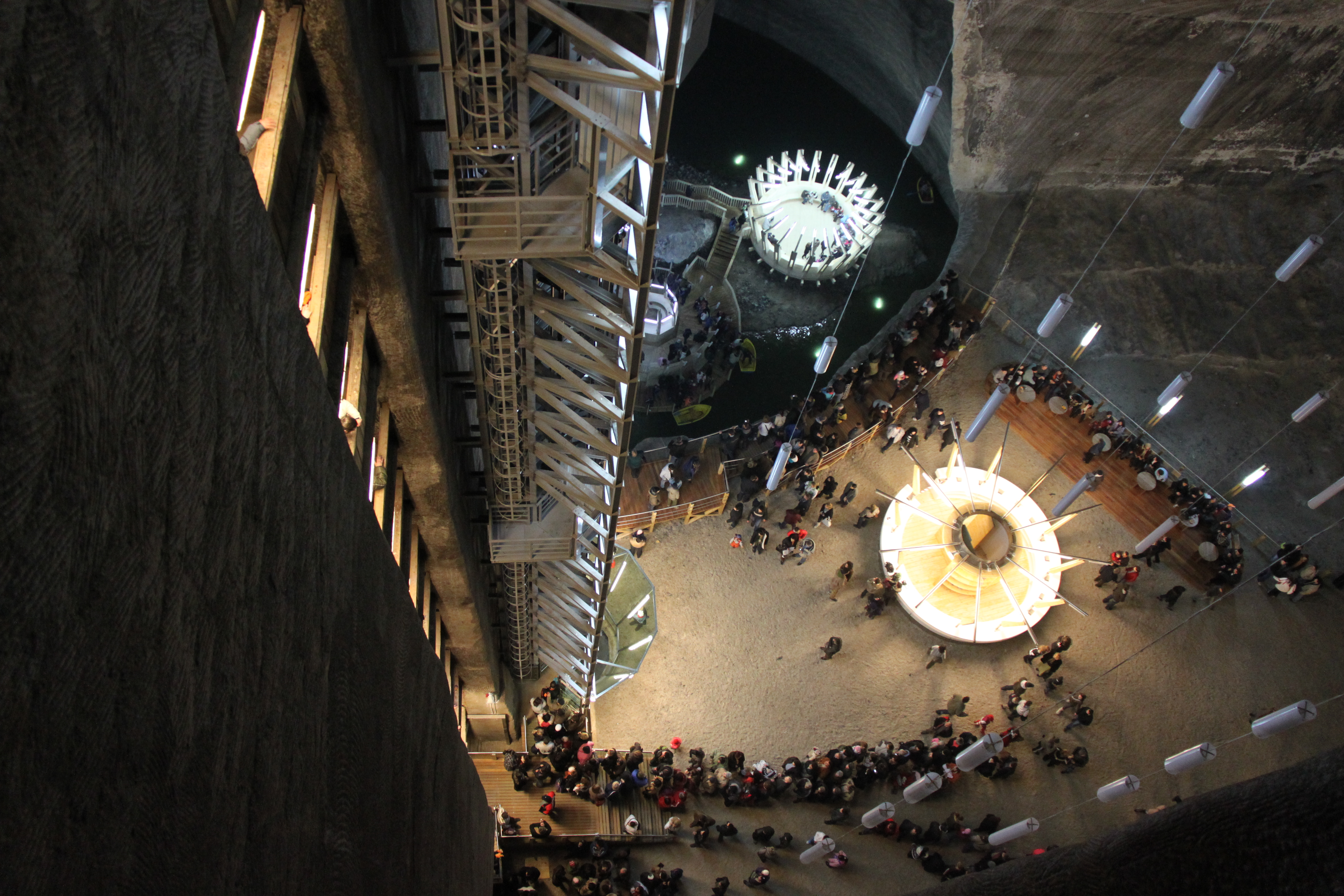
La mine de sel de Turda.

## Économie
La Transylvanie dispose de ressources naturelles, comme le lignite, le fer, le manganèse, l'or, le cuivre, le gaz naturel, le sel, le soufre et le bois. Des mines y fonctionnent depuis l'Antiquité ; à partir du XIXe siècle sont apparues des industries du fer, de l'acier, chimiques et textiles, ainsi que des exploitations forestières et des voies ferrées pour les desservir. Plus récemment, depuis 1995, leur remplacement par des routes et la privatisation des forêts domaniales ont accentué la déforestation, qui a mené au lessivage des sols, aux glissements de terrain et à des inondations de plus en plus spectaculaires et meurtrières.
L'activité agricole est importante : élevage, production viticole et activités maraîchères, sans oublier les industries alimentaires.

## Faune et flore
À la fin du XIXe siècle, Raoul Chélard (d)  écrit, dans La Hongrie contemporaine, que le nombre des ours tués annuellement varie entre 60 et 70 ; celui des loups capturés s'élève à 600 et 700. Le dernier bison aurait été tué en 1775 dans le comitat de Udvarhely. Toujours selon Chélard, on rencontre également en Transylvanie, le cerf, le bouquetin, le sanglier, le renard, le lynx, le vautour et l'aigle.

## Culture

### Les églises fortifiées
| - Église orthodoxe en bois de Rogoz, en Marmatie. - Église catholique allemande fortifiée de Cisnădie. - Cathédrale catholique St. Antoine de Padoue à Arad. - Cathédrale gréco-catholique de Târgu Mureș. - Église réformée hongroise de Văleni (ro) (Magyarvalkó) en pays de Călata (Kalotaszeg). - Temple réformé de Cluj. - Église orthodoxe d'Alba Iulia. |
| Exemples de syncrétisme architectural religieux en Transylvanie. |
| |

### Syncrétisme culturel
En partie grâce à une position géographique particulière et à une longue histoire tumultueuse et en partie du fait de la cohabitation de trois groupes ethniques (Roumains, Hongrois et Allemands) pendant près d'un millénaire, le syncrétisme caractérise toutes les formes de la culture transylvaine, jusqu'au point où les apports des uns ou des autres sont difficiles à déceler : on le trouve dans l'architecture, dans la musique et la danse ainsi que dans la cuisine, voire, dans une certaine mesure, dans les costumes traditionnels des différents groupes ethniques.
La Transylvanie possède un patrimoine culturel matériel riche, mais encore peu restauré. La ville saxonne de Sighișoara a vu son centre historique intégré au patrimoine mondial de l'UNESCO, tout comme nombre d'églises fortifiées, d'églises en bois ou de forteresses daces. Sibiu, capitale culturelle de l’Europe en 2007, a gardé entièrement intacte sa vieille ville saxonne. De nombreuses autres villes ont préservé non seulement leur aire médiévale, mais aussi leurs murailles (Bistrița, Târgu Mureș, Aiud) ou leurs citadelles de XVIIIe siècle (Alba Iulia, Arad, Oradea).
On y trouve des châteaux médiévaux (Bran, Hunedoara, Făgăraș), des palais baroques (comme le palais Brukenthal à Sibiu ou le palais Bánffy à Cluj) et des hôtels art nouveau (à Cluj, Oradea, Târgu Mureș (Marosvásárhely) ou Arad).
Les traditions rurales et les folklores roumains (Maramureș, Banat, Mărginimea Sibiului (ro) ou pays des Moți) comme hongrois (Kalotaszeg, Pays sicule) y sont étonnamment vivants.
La Transylvanie est surtout connue à l'étranger (à tort, historiquement) par association avec le légendaire vampire Dracula et Le Château des Carpathes de Jules Verne.

### Festivals et événements

#### Festivals de film
- ALTER-NATIVE – festival international de courts métrages, Târgu Mureș
- Astra Film Festival – festival international de films documentaires, Sibiu
- Festival international du film Comedy Cluj
- Soirées du film gay de Cluj-Napoca, Cluj-Napoca
- Festival international du film de Transylvanie, Cluj-Napoca
- Dracula Film Festival, festival du film horreur et fantastique, Brașov

#### Festivals de musique
- Festivalul Plai, Timișoara
- Le Cerf d'or, Brașov
- Gărâna Jazz Festival (en), à Gărâna, un village à proximité de Reșița
- Festival Peninsula / Félsziget – le plus grand festival éclectique (rock, pop, electro, jazz, blues, world music etc.) de la Roumanie, Târgu Mureș
- Toamna Muzicală Clujeană – festival de musique classique, Cluj-Napoca
- Transilvania International Guitar Festival, Cluj-Napoca
- Transylvania Calling – festival Trance se tenant dans un lieu de Transylvanie différent chaque année
- de nombreux festivals de musiques traditionnelles

#### Festivals de théâtre
- Festivalul Internațional de Teatru de la Sibiu (FITS), Sibiu
- man.in.fest – festival international de théâtre expérimental, Cluj-Napoca
- Festival « Puck » – festival de théâtre de marionnettes, Cluj-Napoca

#### Festivals d'Arts médiatiques
- Media Art Festival Arad

#### Autres
- de nombreux festivals médiévaux, dont celui de Sighișoara
- Via Transilvanica est un itinéraire de randonnée de longue distance, qui traverse la Transylvanie.

### Mythe de Dracula
Le personnage de « Dracula », lié à la Transylvanie, a connu une large diffusion en Europe et Amérique du Nord, mais il n'existe que depuis la fin du XIXe siècle et seulement dans le roman homonyme de l'écrivain irlandais Bram Stoker.
Néanmoins, deux personnages historiques réels ont inspiré à l'auteur son titre : les deux voïvodes de Valachie (et non de Transylvanie) nommés Vlad : « Dracul » et « Țepeș » (le dragon et l'empaleur). Vlad II le Dragon, de la dynastie des Basarab, était ainsi surnommé parce que le roi de Hongrie Sigismond de Luxembourg l'avait adoubé chevalier de l'ordre du Dragon Ourobore, voué à la lutte contre les Turcs ottomans.
Vlad III Țepeș (« l'empaleur »), son fils, devait son surnom à une transgression de l'immunité diplomatique : il avait empalé un ambassadeur turc, Hamza Bey, et son chambellan Thomas Catavolinos, parce que ceux-ci avaient cherché à l'empoisonner. Vlad ayant augmenté les droits de douane en Valachie des marchands saxons de Brașov, ceux-ci publièrent contre lui (Johannes Gutenberg venait d'inventer l'imprimerie) des gravures le traitant de monstre et de vampire, et le montrant devant une forêt de pals : il y figurait sous le surnom de « Dracula ».
Stoker eut connaissance de ces gravures et de ces légendes par son correspondant austro-hongrois Ármin Vámbéry et y puisa des éléments de son fameux roman, où Vámbéry est cité sous le nom d'Arminius Vambery et figurent aussi des éléments de biologie sud-américaine (les chauves-souris vampires Desmodus rotundus).
Le comte vampire Dracula n'est ni un personnage historique ou même une légende transylvaine mais un roman gothique de l'époque victorienne, dont l'action se situe en Transylvanie.

## Galerie

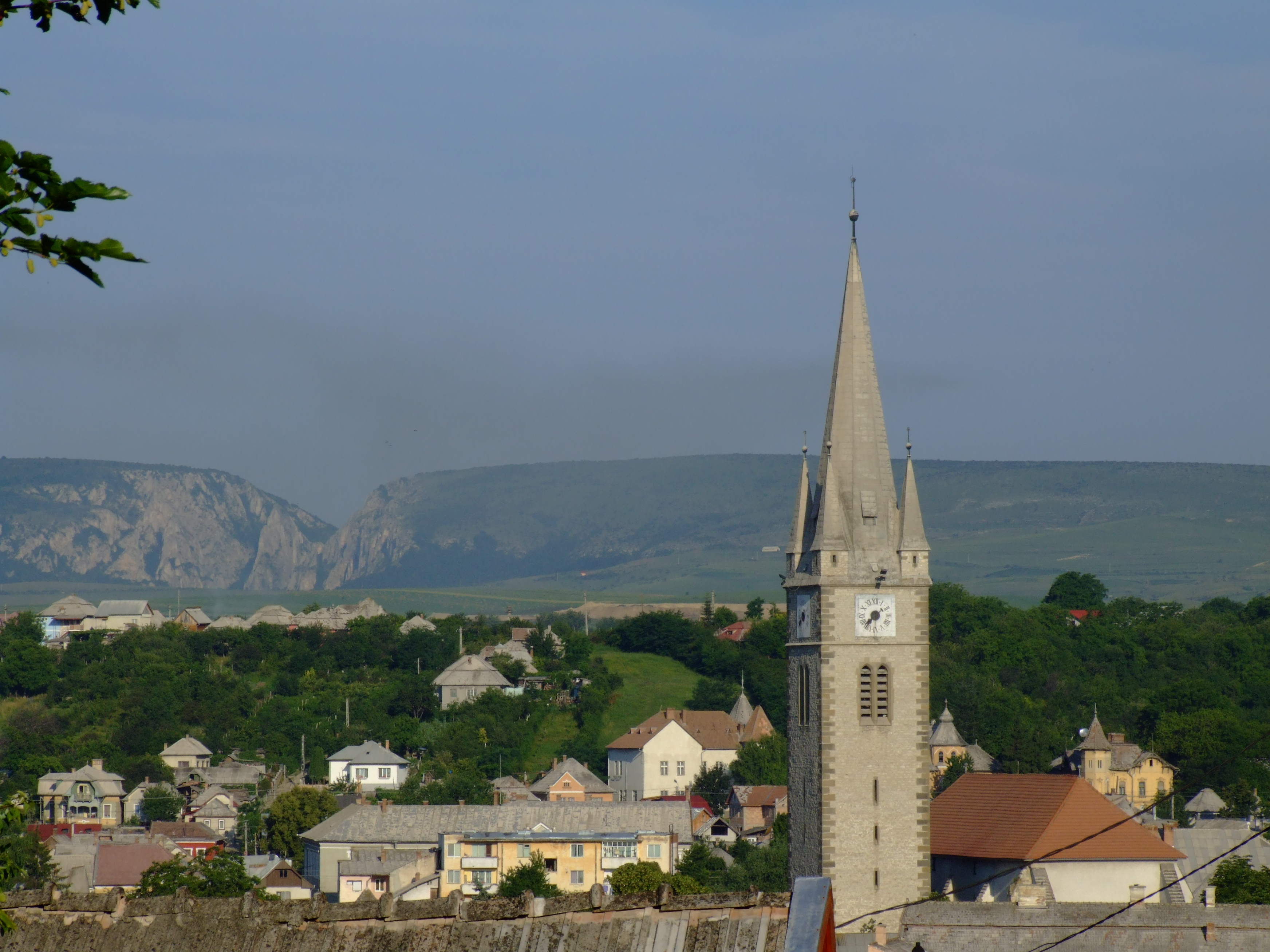
Turda.
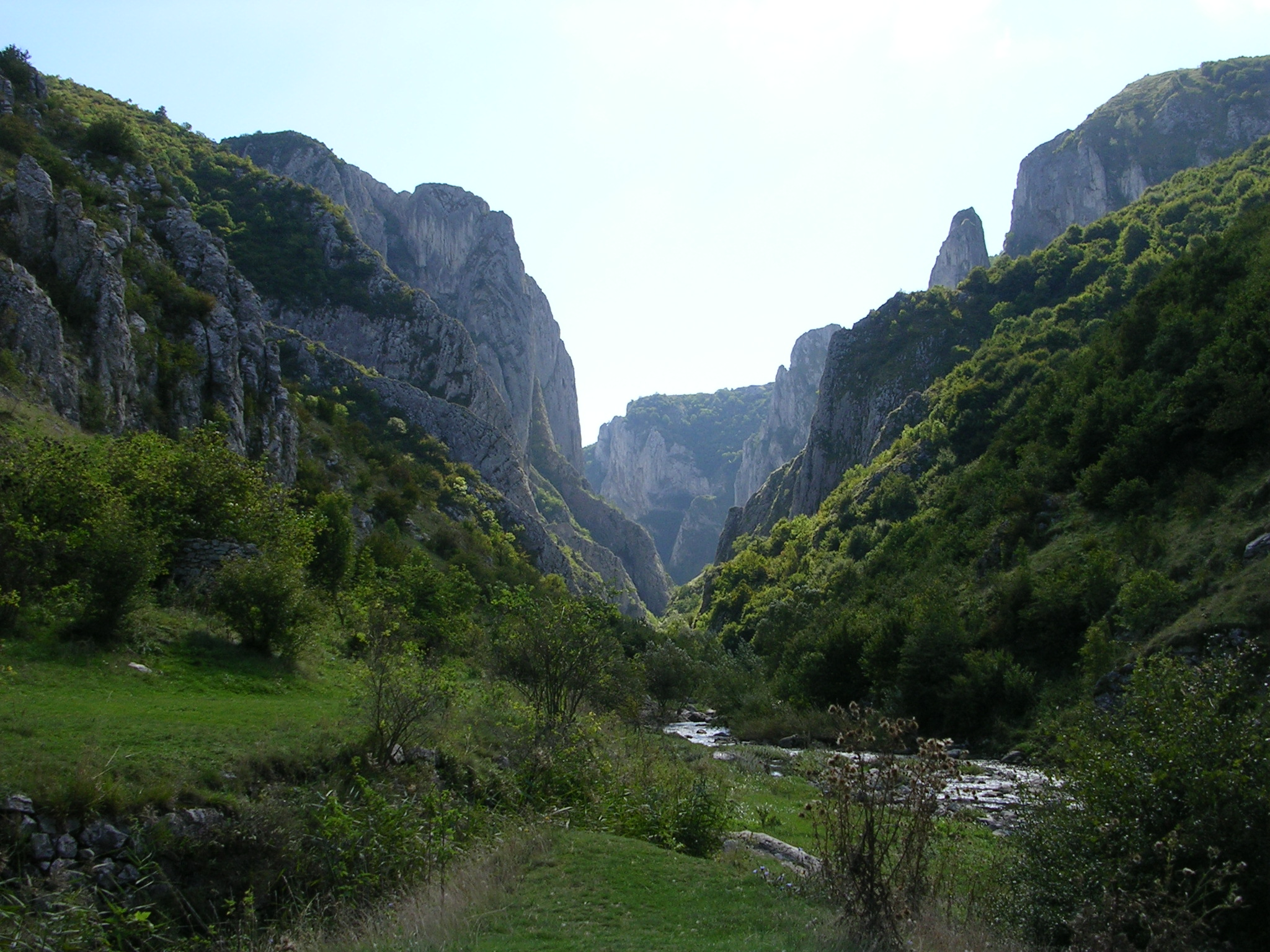
Gorges de Turda, dans le massif du Bihor.
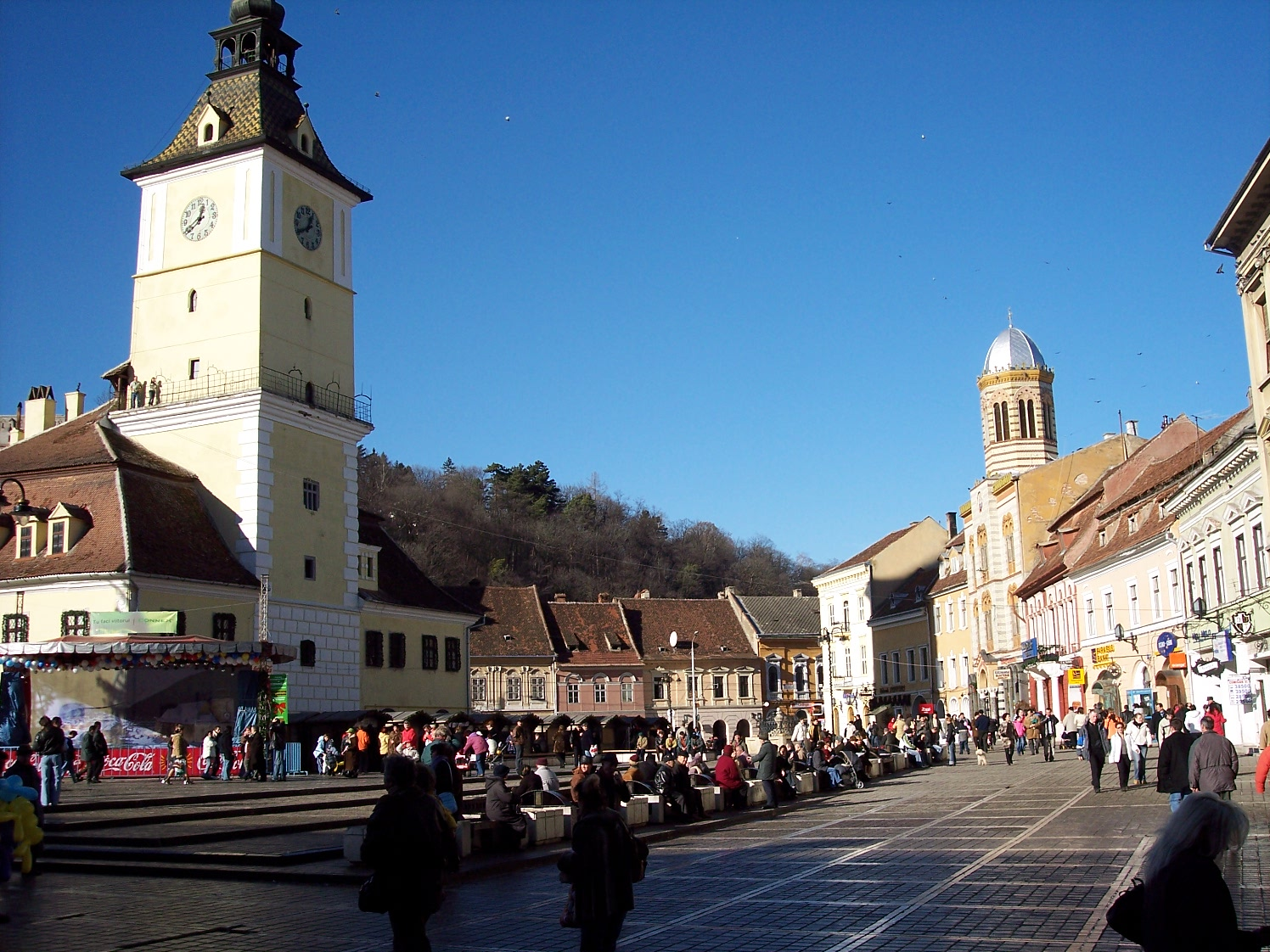
Place du Conseil à Brașov.
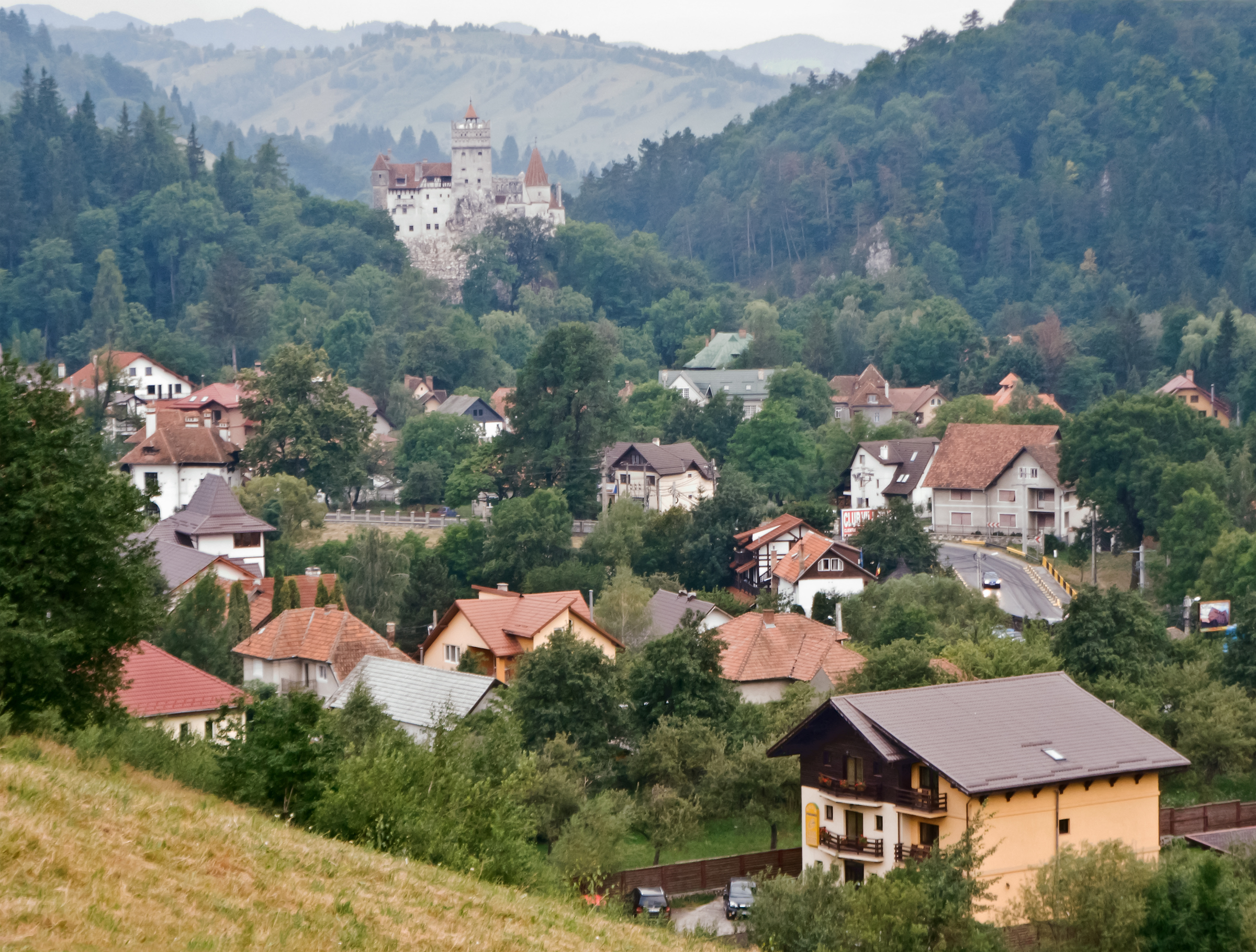
Bran, dominé par le fameux château.
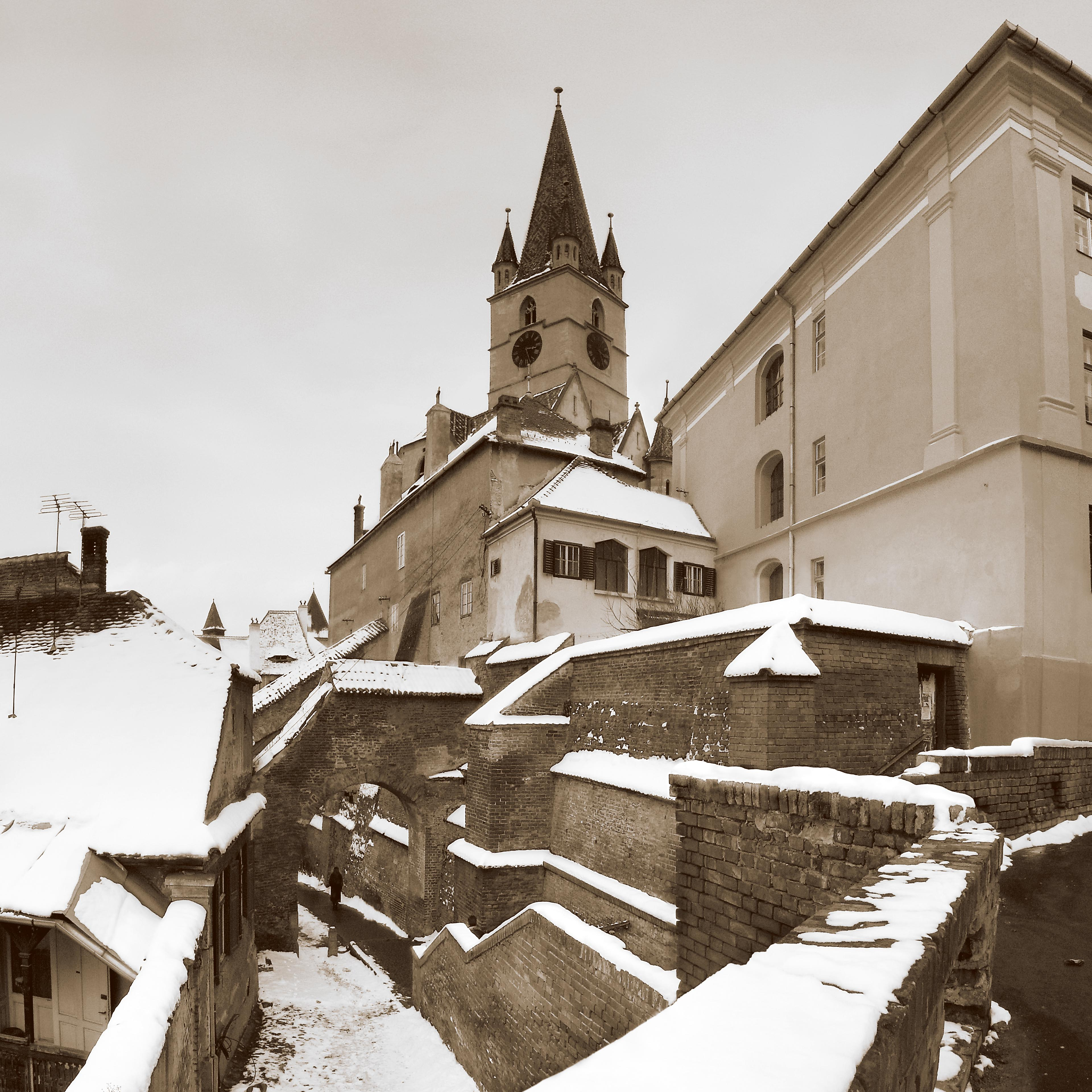
Vieille ville de Sibiu.
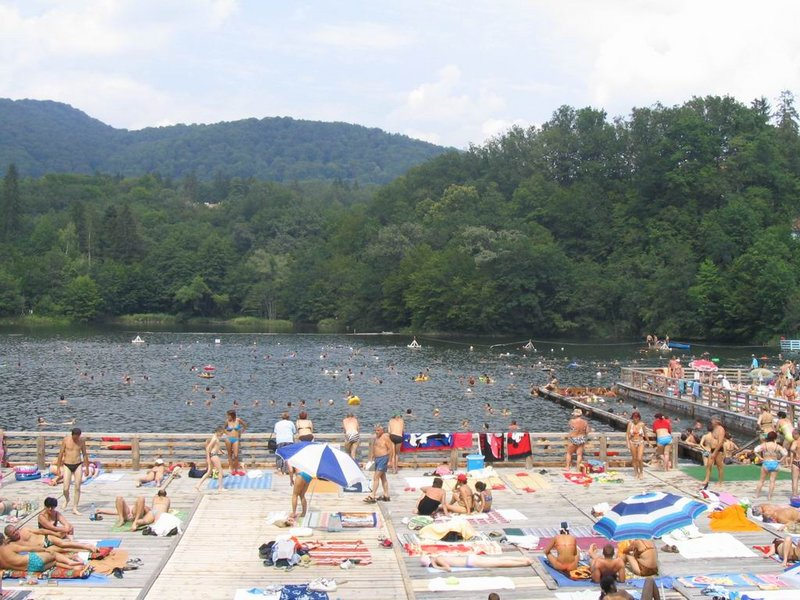
Cité balnéaire de Sovata/Szováta.
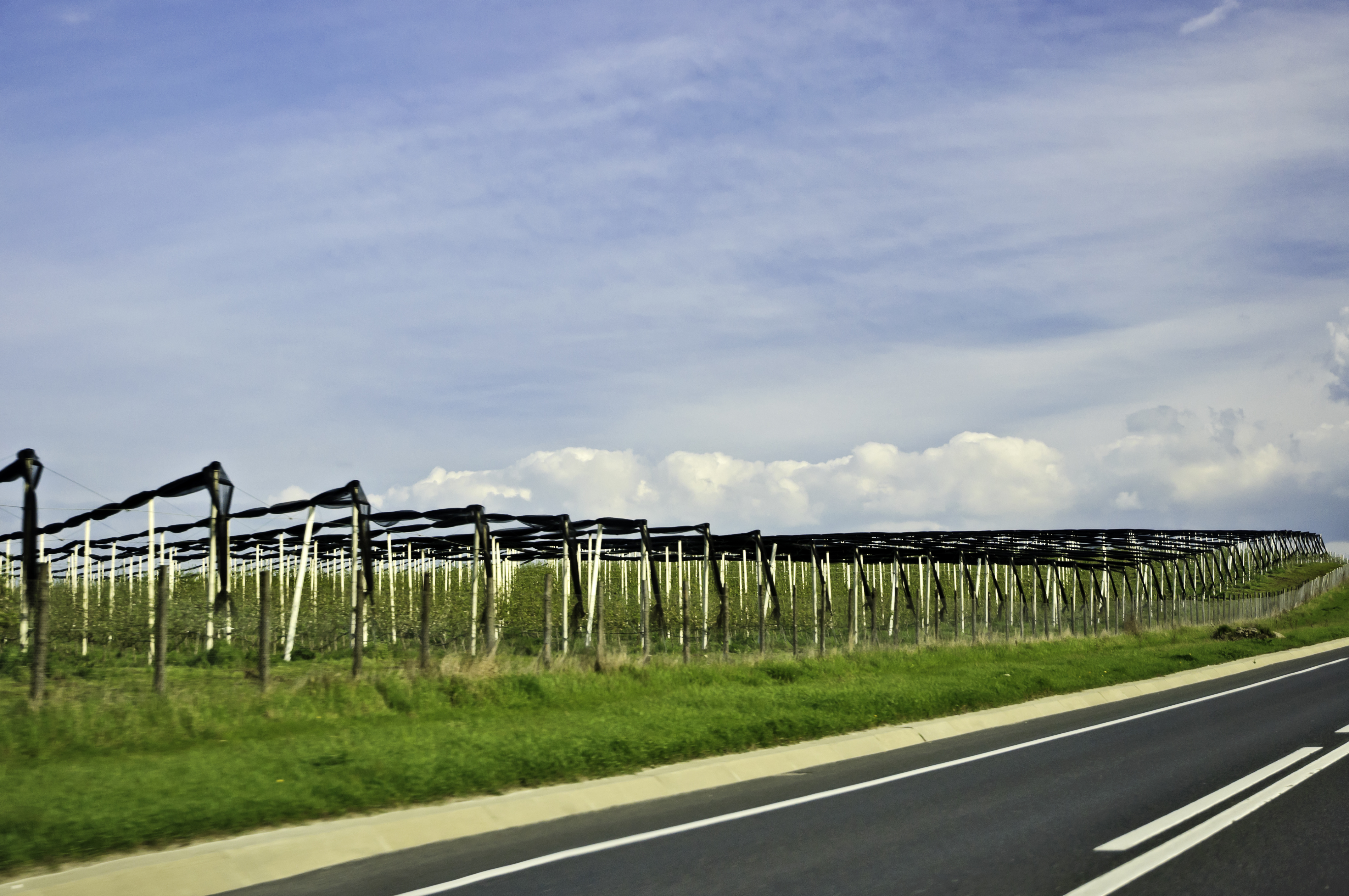
Vignes en hautains.
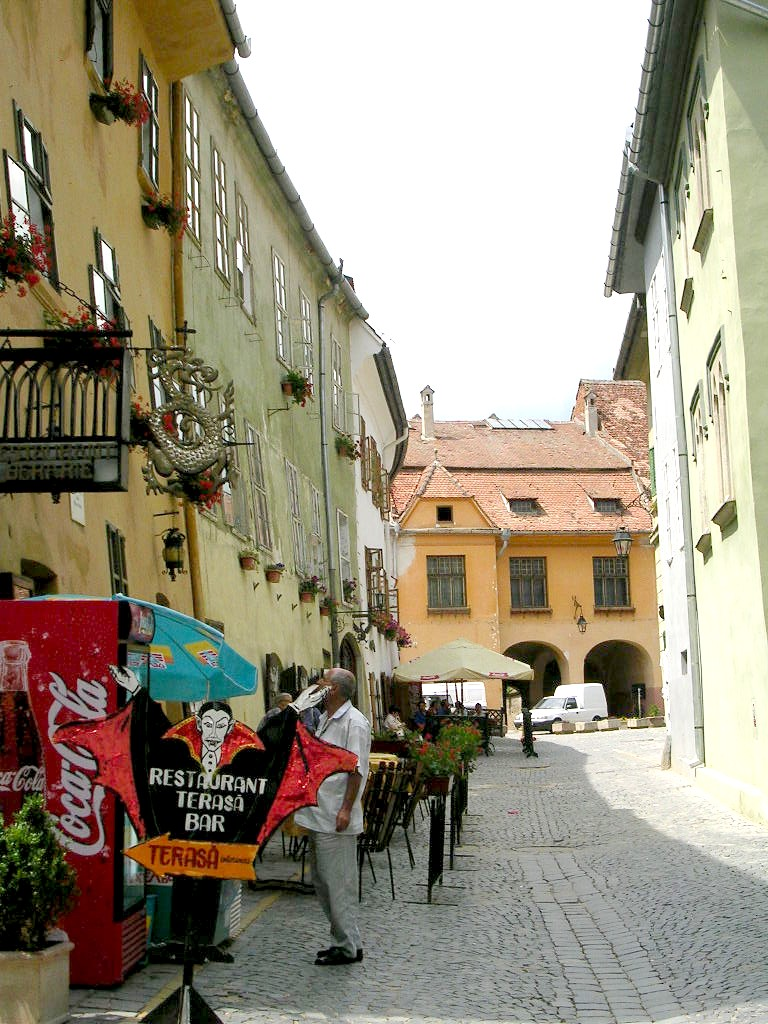
Sighișoara.
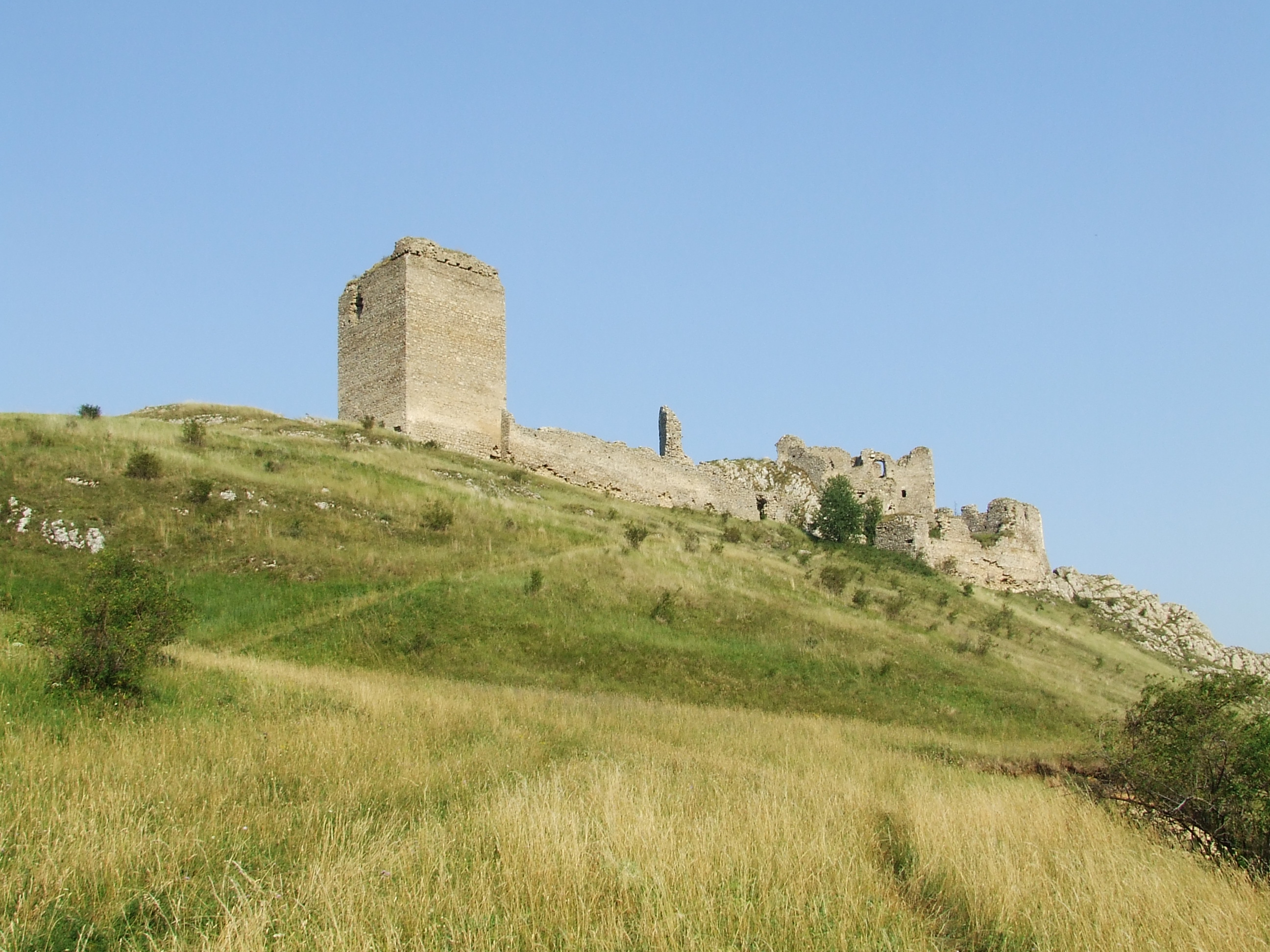
Forteresse de Costești.
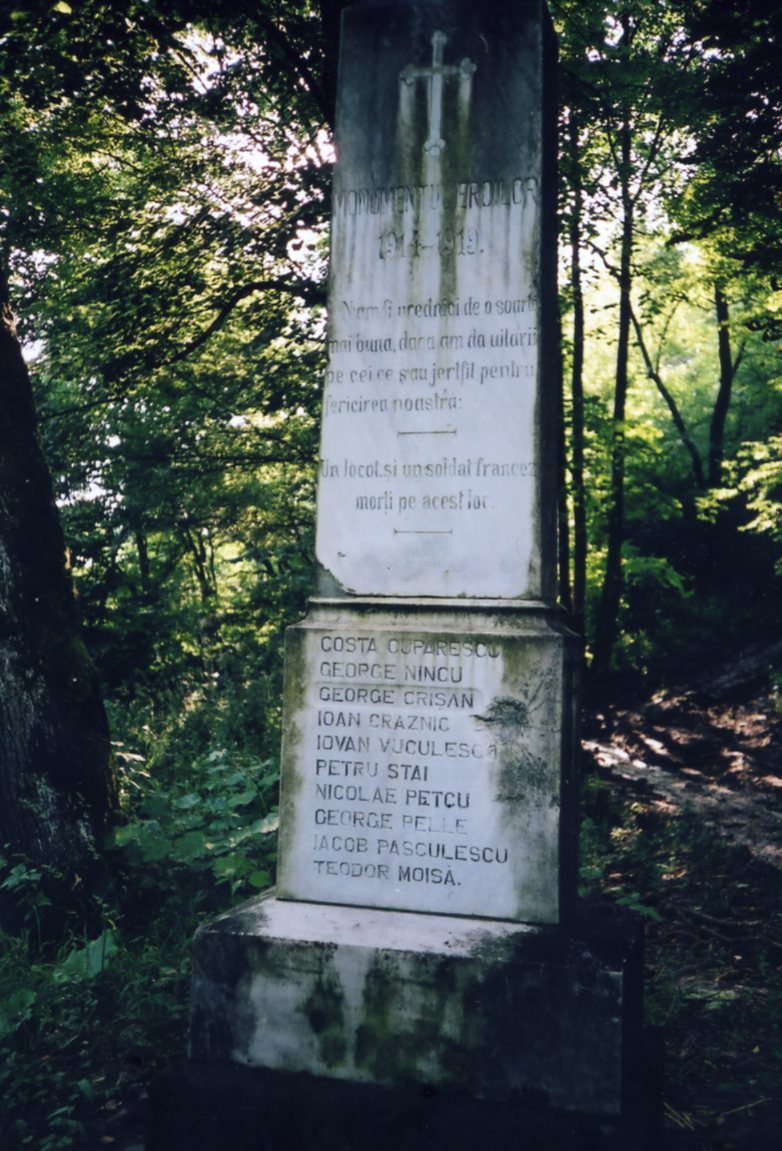
Monument aux morts de l'armée française de Hongrie tués près de Lipova dans les engagements contre les communistes hongrois en 1919.
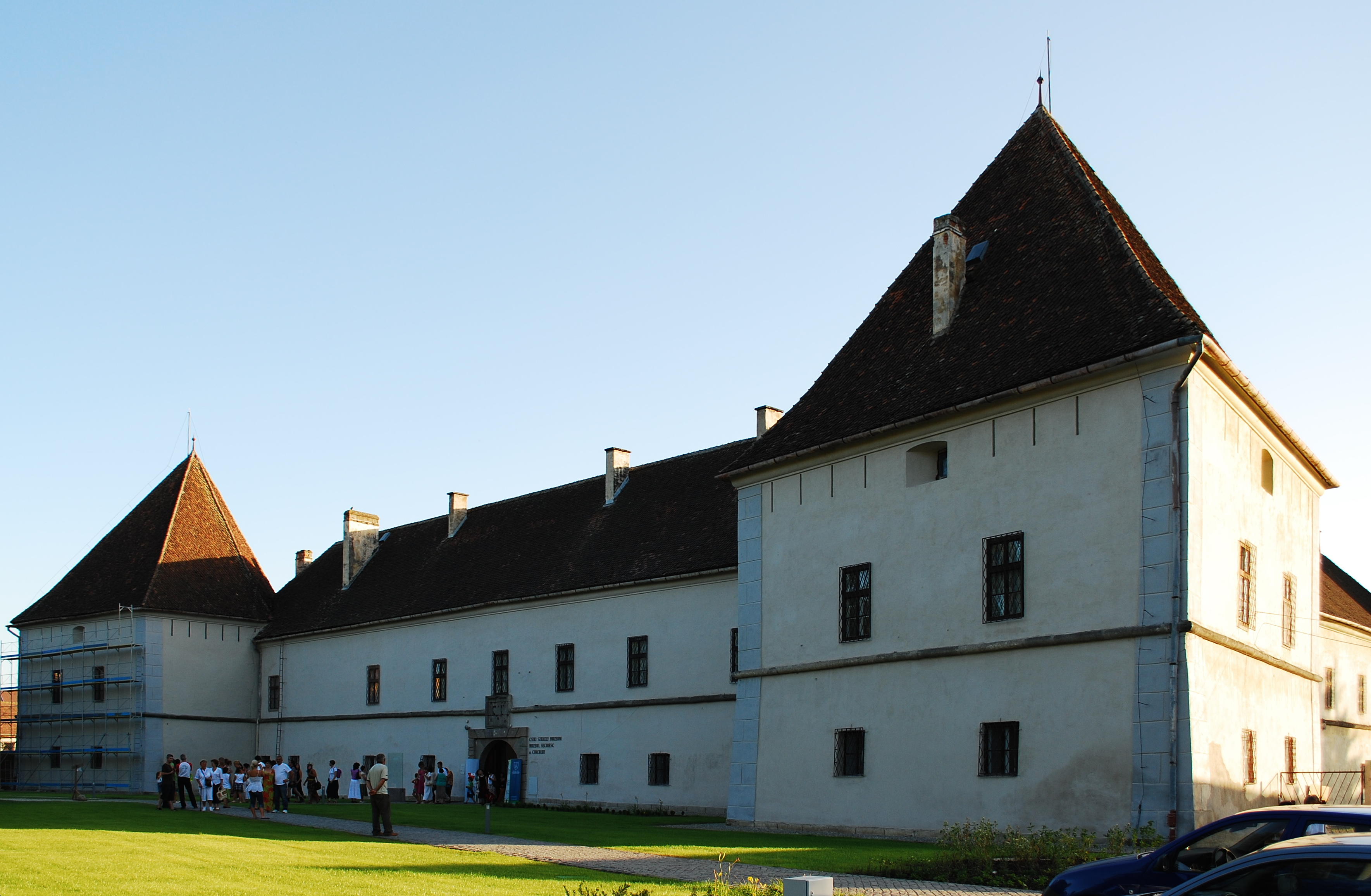
Château Mikó.
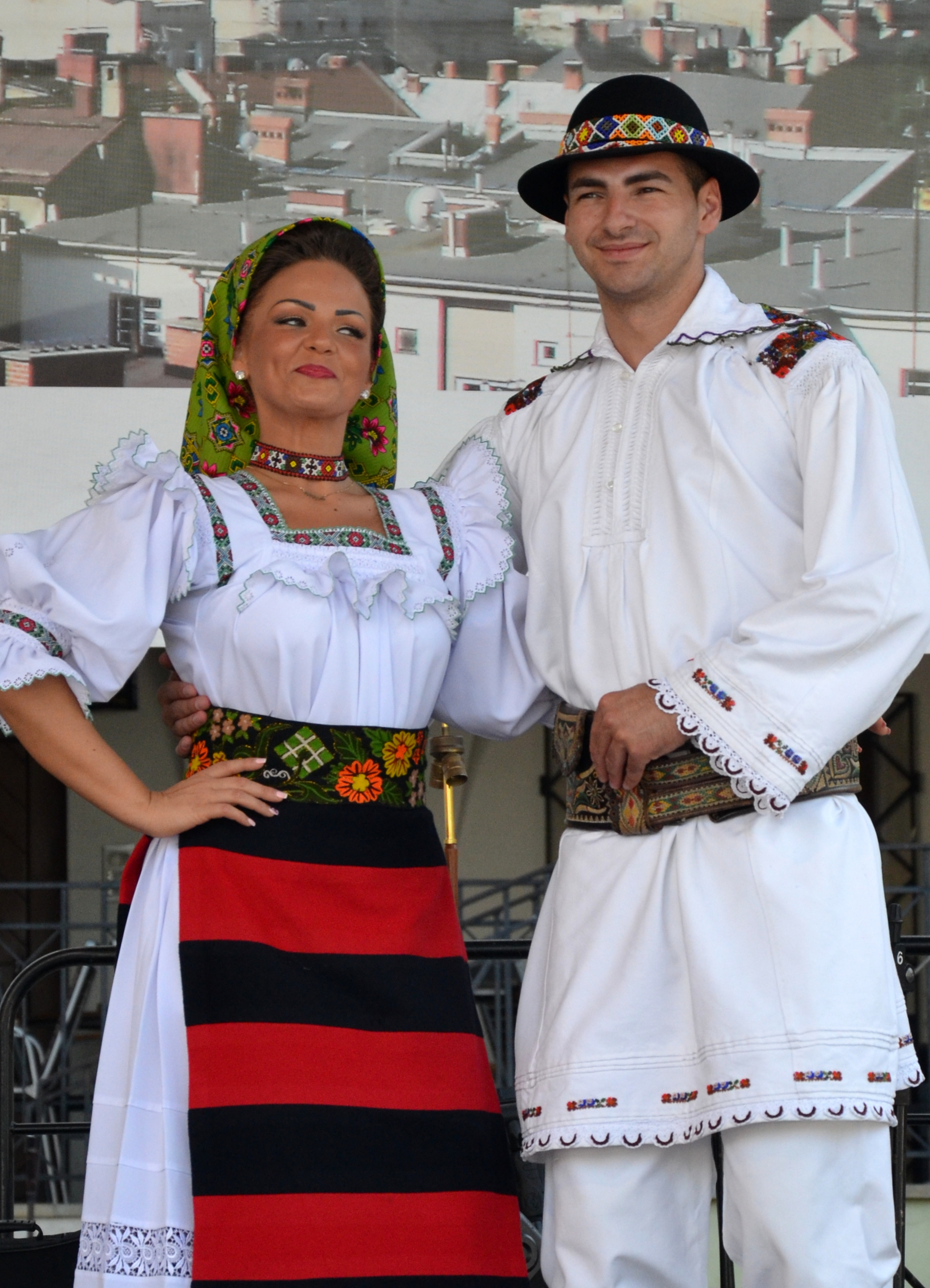
Costume traditionnel roumain transylvain[22].
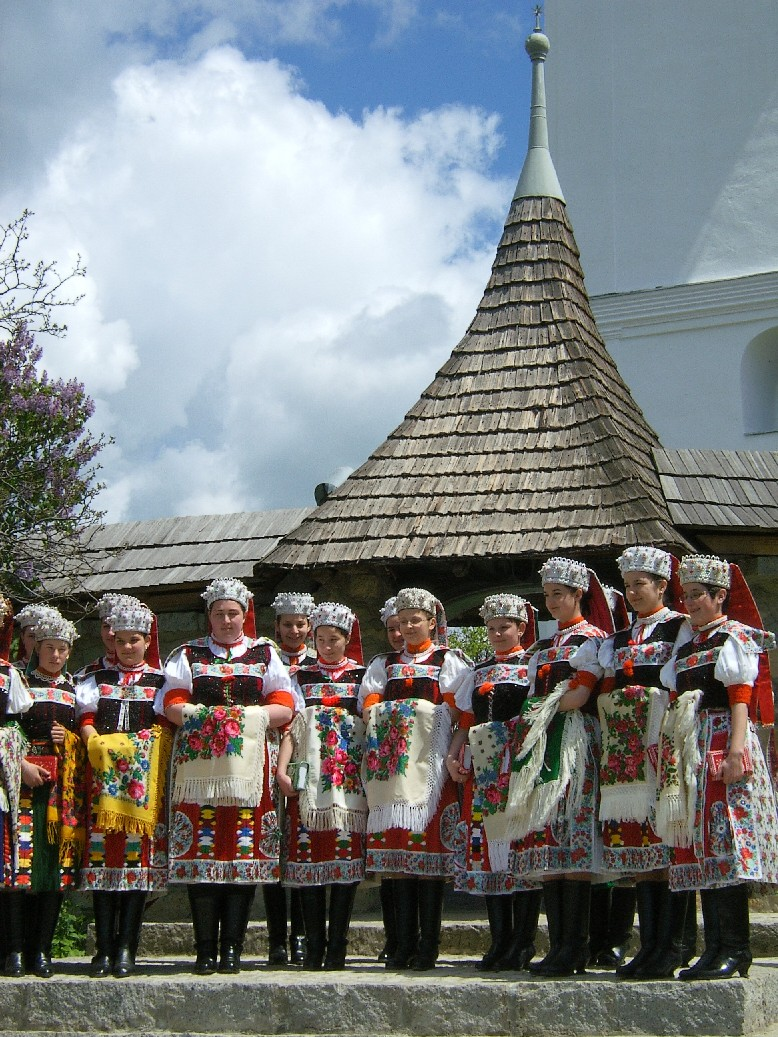
Hongrois du pays de Călata, lors d'une fête populaire.
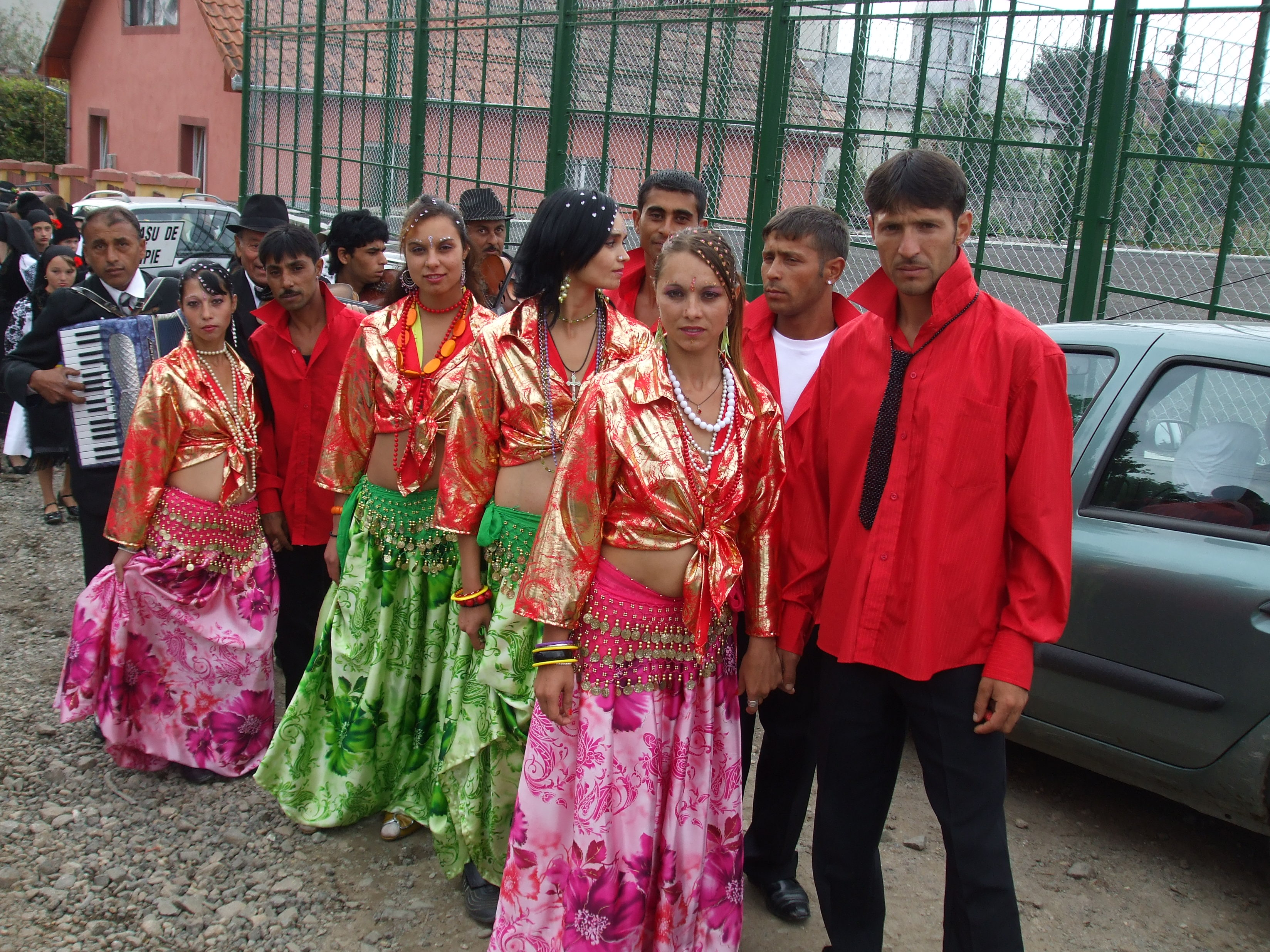
Roms de Mociu.
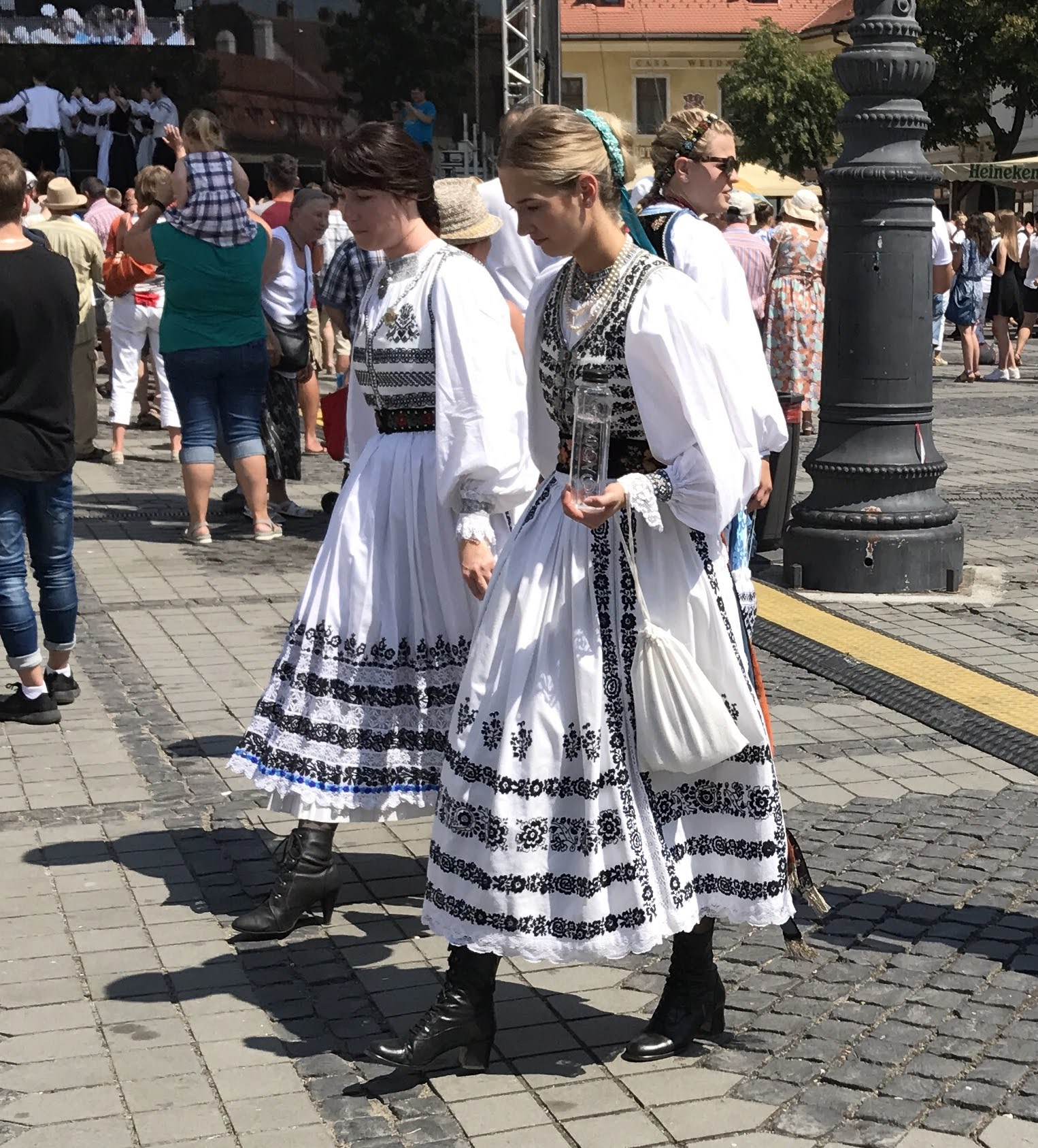
Saxonnes transylvaines à Sibiu.